# THE ELEVENTH DAY 〜SINGLE COLLECTION〜
『THE ELEVENTH DAY 〜SINGLE COLLECTION〜』（ザ イレブンス デイ シングル コレクション）は、2010年7月21日に発表されたGACKTのベスト・アルバム。

## 概要
- 『THE SIXTH DAY 〜SINGLE COLLECTION〜』以来6年ぶりで2枚目のシングル・コレクション。再録音はされていない。
- 本作には、18枚目の「君に逢いたくて」から34枚目の「Flower」までのシングルが再収録された。ただし、19枚目の「12月のLove song / December Love Song〈한국어〉」と、30枚目の「Journey through the Decade」は収録されてない。
- 日本クラウンからの作品発売は、本作で最後となった。

## 収録曲
1. 君に逢いたくて
18thシングルの表題曲。本作に収録されているシングル曲の中で最も古い楽曲。
2. ありったけの愛で
20thシングルの表題曲。
3. BLACK STONE
21stシングルの表題曲。
4. METAMORPHOZE 〜メタモルフォーゼ〜
22ndシングルの表題曲。 シングルの表記と異なり、英語の部分がすべて大文字の表記となっている。
5. 届カナイ愛ト知ッテイタノニ抑エキレズニ愛シ続ケタ…
23rdシングルの表題曲。
6. REDEMPTION
24thシングルの表題曲。
7. LOVE LETTER
25thシングルの表題曲。シングルバージョンではアルバム初収録。シングルの表記と異なり、すべて大文字の表記となっている。
8. 野に咲く花のように
26thシングルの表題曲。アルバム初収録。
9. RETURNER 〜闇の終焉〜
27thシングルの表題曲。アルバム初収録。
10. JESUS
28thシングルの表題曲。 7thアルバム『RE:BORN』と同様、すべて大文字の表記となっている。
11. GHOST
29thシングルの表題曲。
12. 小悪魔ヘヴン
31stシングルの表題曲。
13. FARAWAY 〜星に願いを〜
32ndシングルの表題曲。シングルの表記と異なり、英語の部分がすべて大文字の表記となっている。
14. LOST ANGELS
33rdシングルの表題曲。
15. FLOWER
34thシングルの表題曲。『RE:BORN』と同様、すべて大文字の表記となっている。